# The Blessed Damozel
The Blessed Damozel (Nederlands: De zalige jonkvrouw) is de titel van zowel een gedicht als een schilderij van de Engelse dichter-schilder Dante Gabriel Rossetti. Vanuit de aarde wendt een man zich omhoog tot zijn geliefde in de hemel. Het schilderij bevindt zich thans in het Fogg Museum te Cambridge, Massachusetts.

## Gedicht
'The Blessed Damozel' is een gedicht van vierentwintig strofen, waarin een jonkvrouw in de hemel bidt en smeekt om hereniging met haar geliefde op aarde. Het vertelt geen verhaal, maar beschrijft een aantal tegenstellingen, zoals lichaam en geest, hemel en aarde. In het hele gedicht wordt het verlangen uitgesproken de tegengestelde elementen met elkaar te verenigen, hetgeen als ideaal wordt beschouwd.
De eerste strofe is het beroemdst geworden:
| Opening van The Blessed Damozel, door Rossetti The blessed damozel leaned out From the gold bar of Heaven; Her eyes were deeper than the depth Of waters stilled at even; She had three lilies in her hand, And the stars in her hair were seven. | Nederlandse vertaling door Augusta Peaux Zij leunde op ’s hemels gouden rand, De zalige jonkvrouw, haar ogen Als ’t water diep, als ’t water stil Bij avond, onbewogen. Heur hand hield drie lelies, ’t haar was met een kroon Van zeven starren ombogen. |

Rossetti schreef het gedicht al in 1847, op 18-jarige leeftijd, geïnspireerd door Edgar Allan Poe's gedicht The Raven, eveneens over een persoon die op aarde treurt over de dood van zijn geliefde. Het werd gepubliceerd het Pre-Raphaelitische tijdschrift The Germ in 1850 en was in 1870 het openingsgedicht in Rossetti's debuutbundel Poems. Door het overlijden van zijn eerste vrouw Elizabeth Siddal in 1861 had het gedicht voor Rosetti inmiddels een bijzondere, persoonlijke betekenis gekregen.
'The Blessed Damozel' verwierf aan het einde van de negentiende eeuw grote faam. Algernon Swinburne en William Morris lieten niet na de poëtische kwaliteiten van het gedicht te prijzen. Thematisch paste de mystieke, a-christelijke themakeuze volledig in de toenmalige tijdsgeest.
Het gedicht trok ook internationaal veel aandacht. In 1889 werd het voor het eerst in het Nederlands vertaald door Augusta Peaus en kort daarna nog twee keer, onder andere door P.C. Boutens, gepubliceerd in De Gids. In Frankrijk schreef Gabriel Sarrazin er in 1884 een veel besproken essay over. Het inspireerde Claude Debussy tot zijn cantate La damoiselle élue (1888) en ook Granville Bantock, Edgar Bainton en Arnold Bax zetten het om naar muziek. Algemeen wordt 'The Blessed Damozel' beschouwd als het gedicht dat de lelie tot de karakteristiekste bloem van het fin de siècle heeft gemaakt. Waar ze eerder gold als symbool voor de maagdelijke reinheid, werd ze nu tot symbool van een bleke dood.

## Schilderij
'The Blessed Damozel' is het enige van zijn gedichten, nota bene het eerste, dat door Rossetti op directe wijze is omgezet naar een schilderij. Het toont de overleden vrouw in het paradijs, met drie lelies in haar hand. Ze wordt vergezeld door drie schrijvende engelen, die de verbintenis met het aardse symboliseren, met de treurende man beneden op de predella. Op de achtergrond zijn taferelen te zien uit het voorbije liefdesleven van de man en de vrouw. Rossetti's model voor de vrouwelijke hoofdpersoon is Alexa Wilding, die in die periode vaak voor hem model stond. De engel linksonder wordt verondersteld May Morris te zijn, dochter van William Morris en zijn vrouw Jane. Jane was Rossetti's model en maîtresse. Wilfred John Hawtrey stond model voor de kindengel in het midden.
Rossetti schilderde het werk in opdracht van William Graham, een vermogend Schots parlementslid, die hem ruimhartig vooruit betaalde. Rossetti nam de opdracht aan in 1871, maar begon er pas vier jaar later aan te werken. Toen hij het werk had voltooid, verlangde Morris dat hij er nog een predella bij zou schilderen, als een soort visueel commentaar op het hoofdpaneel, maar ook om het optisch te verheffen. Uiteindelijk was het werk in 1878 af.

## Triptiek met replica
In 1879 schilderde Rossetti in opdracht van de rijke reder en kunstverzamelaar Frederick Richards Leyland nog een replica van 'The Blessed Damozel', dat hij samen met zijn schilderijen Mnemosyne en Proserpine als een soort triptiek aan hem opleverde. Deze replica bevindt zich momenteel in de Lady Lever Art Gallery te Liverpool.

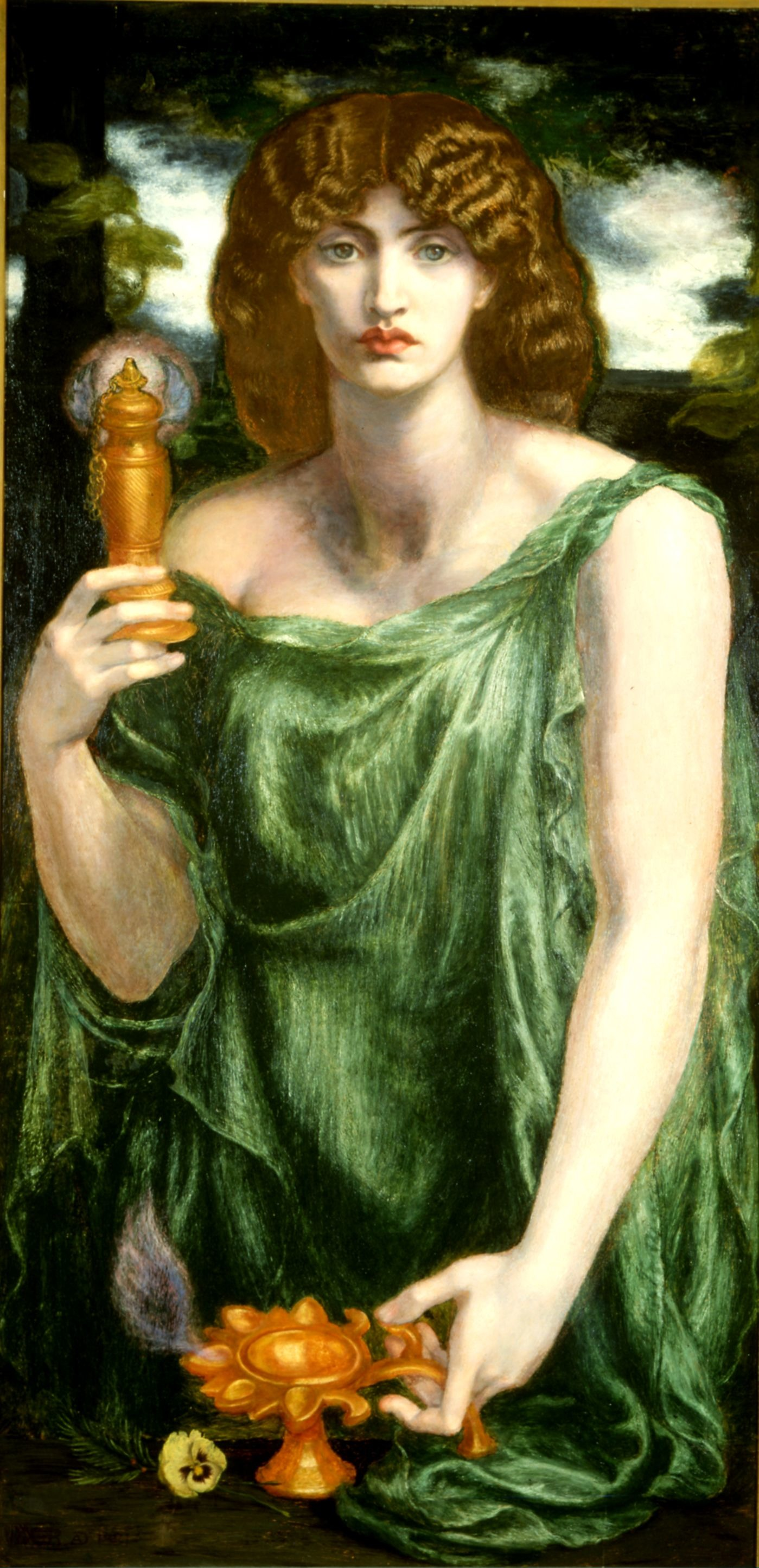
Mnemosyne
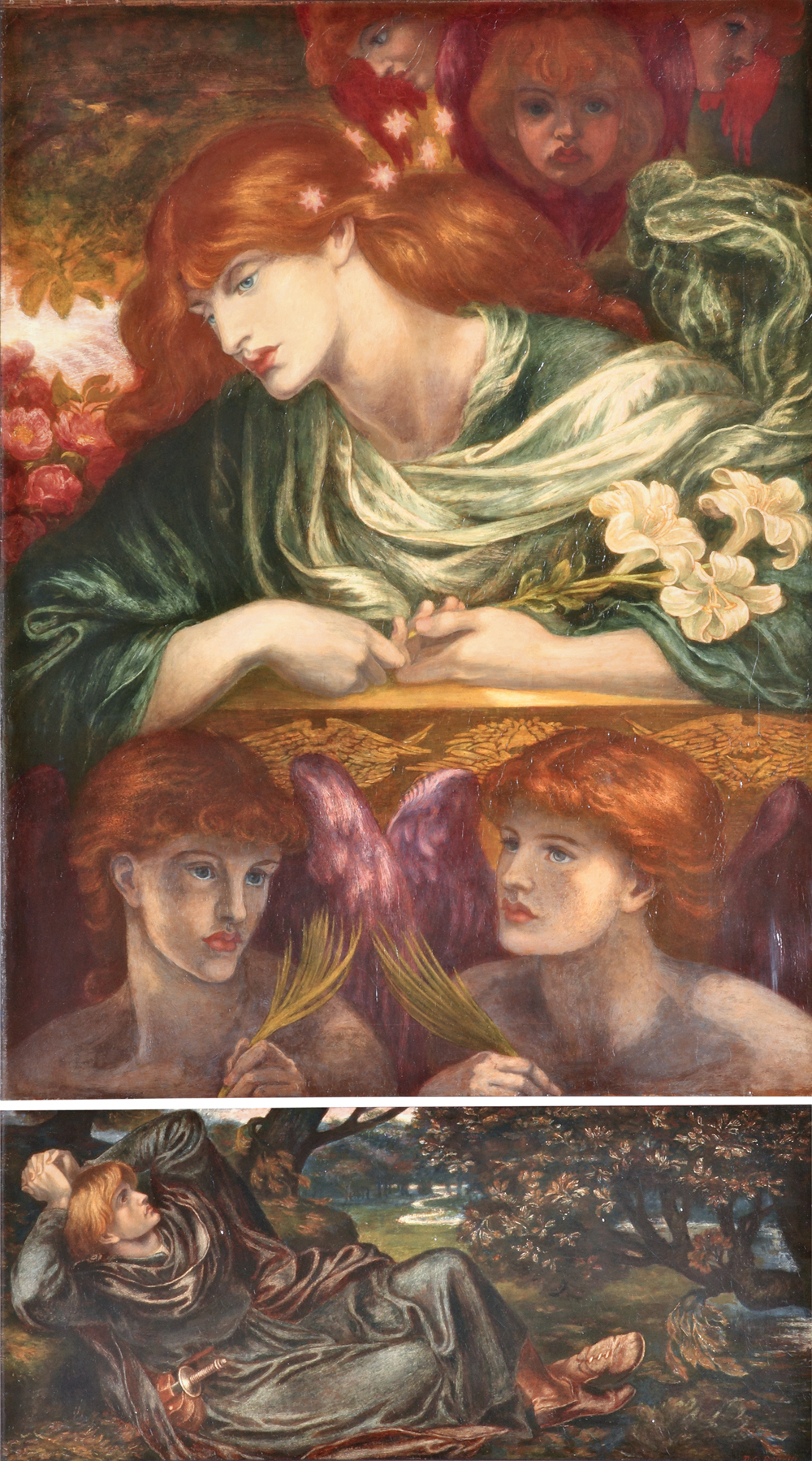
The Blessed Damozel, replica 1879
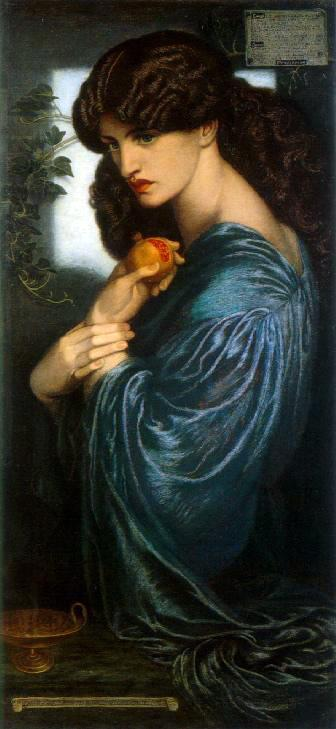
Proserpine